# Dan Flavin

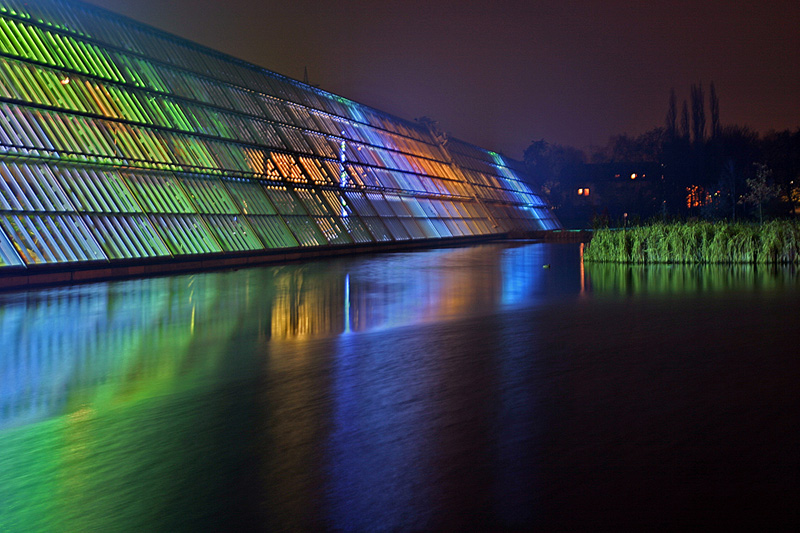
Lichtinstallatie bij Wetenschapspark Rheinelbe in Gelsenkirchen-Ückendorf in Duitsland

Dan Flavin (Jamaica (New York), 1 april 1933 – Riverhead (New York), 29 november 1996) was een Amerikaans kunstenaar die ruimtelijke objecten maakte met behulp van commercieel verkrijgbare tl-verlichting.

## Biografie
Flavin studeerde korte tijd kunstgeschiedenis aan de New School for Social Research en tekenen en schilderen aan Columbia University in New York. Hij trouwde in 1992 in het Guggenheim Museum met de artieste Tracy Harris.

## Stijl
Flavin noemde zijn werken zelf 'iconen'. Deze worden beschouwd als het begin van de minimal art-stroming in 1963.

## Musea
- Chinati Foundation in Marfa
- Detroit Institute of Arts in Michigan
- Dia Center for the Arts in New York
- Deutsche Guggenheim in Berlijn
- Guggenheim Museum en het Museum of Modern Art in New York
- National Gallery of Scotland in Edinburgh
- National Gallery of Art in Washington D.C.
- National Gallery of Australia in Canberra
- National Gallery of Canada in Ottawa

## Werken
Flavins grootste serie was 'Monuments to V. Tatlin', een groep werken in het wit als hommage aan de Russische constructivistische beeldhouwer Vladimir Tatlin. 
- Untitled (Marfa project)